# 德拉甘·澤科維奇
德拉甘·澤科維奇（羅馬化：Dragan Zeković，1987年5月27日—）是出生於塞爾維亞的蒙特內哥羅男子籃球運動員，場上主打大前鋒與中鋒位置，現效力於烏拉圭籃球聯賽馬爾文俱樂部。

## 職業生涯
澤科維奇在貝爾格勒的阿瓦拉阿達和阿特拉斯開始了他的職業生涯。 2006至2010年，澤科維奇效力於奧地利籃球聯賽，先是效力於維也納，然後效力於阿卡迪亞特拉斯基興雄獅。2010年4月，澤科維奇與FMP železnik簽約,他一直呆在那裡直到2010年12月，他與OKK Beograd簽約，直到賽季結束。
2013年8月，澤科維奇加位於盟羅馬尼亞CSU Asesoft Ploiești。
2023年8月25日，澤科維奇加盟T1聯盟新北中信特攻，中文登錄名為「傑卡」。
2024年8月10日，台灣職業籃球大聯盟新北中信特攻宣布澤科維奇離隊。
2025年1月15日，澤科維奇加盟烏拉圭籃球聯賽馬爾文俱樂部。

## 國家隊生涯
2007年澤科維奇入選蒙特內哥羅U20男子籃球代表隊參加2007年歐洲U20籃球錦標賽B級賽事，並獲得最終冠軍。

## 個人生活
2017年6月，澤科維奇與前塞爾維亞選美皇后阿尼娅·沙拉诺维奇結婚。

## 外部連結
- 德拉甘·澤科維奇的Facebook專頁
- 德拉甘·澤科維奇的Instagram帳戶
- 德拉甘·澤科維奇在fiba.basketball（英语）
- 德拉甘·澤科維奇在archive.fiba.com（存檔）（英语）
- 德拉甘·澤科維奇在歐洲籃球聯賽官網（英语）
- 德拉甘·澤科維奇在亞得里亞海聯賽官網（英语）
- 德拉甘·澤科維奇在Basketball-Reference.com（國際）（英语）
- 德拉甘·澤科維奇在Eurobasket.com（球員）（英语）
- 德拉甘·澤科維奇在Proballers（英语）
- 德拉甘·澤科維奇在RealGM（英语）